# SmartLynx Airlines
SmartLynx Airlines Limited, tidigare LatCharter, är ett lettiskt flygbolag med inriktning på flygleasing, flygcharter och flygfrakt, baserat i Mārupe. SmartLynx genomför flyguppdrag åt andra flygbolag (så kallad wetleasing), charterflygningar samt andra passagerar- och fraktflygningar i Europa, Afrika, Asien, Australien, Kanada och USA.

## Historik

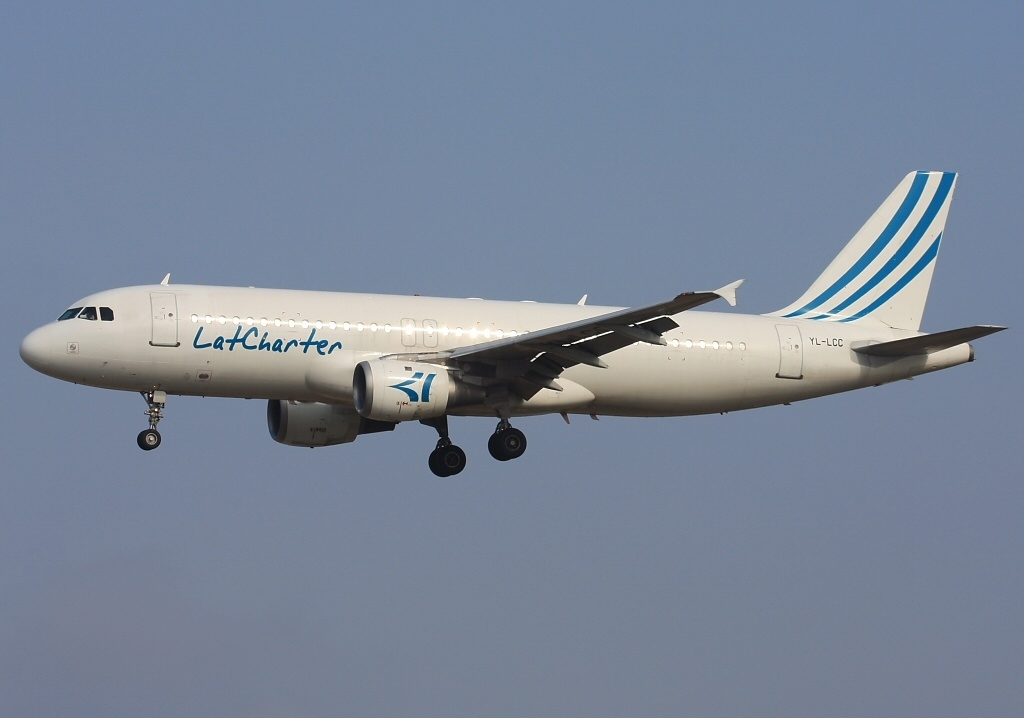
En tidigare LatCharter Airbus A320-200.

Verksamheten hos det privatägda flygbolaget startade 1993 med en leasad Tupolev Tu-134B. 2001 ersattes Tupolev-flottan med den större Jakovlev Jak-42 och 2003 skaffades den första Airbus A320-200.
2006 köpte Loftleiðir, flygleasing-delen av Icelandair Group, 55% av aktierna i LatCharter och senare hela bolaget.
2007 expanderade bolaget med fem ytterligare A320-200 och två Boeing 767-300. Flygplanen leasades ut med besättning (så kallad wetlease eller ACMI) till olika flygbolag runt om i världen. Sedan dess har ACMI-marknaden varit SmartLynx fokus, och de har utfört leasinguppdrag åt bland andra  Air Malta, SBA Airlines, Finnair, Condor, och SAS. 2008 döptes bolaget om till SmartLynx Airlines.
2012 köpte företagsledningen bolaget från Icelandair och bilade dotterbolaget Smartlynx Airlines Estonia med fokus på den estländska chartermarknaden. 2016 köptes SmartLynx av ett investmentbolag baserat i Nederländerna. I juni 2016 utsågs Zygimantas Surintas som verkställande direktör.
2019 etablerades ett dotterbolag på Malta, SmartLynx Malta. SmartLynx Airlines blev också en del av Avia Solutions Group 2019. 2020 började SmartLynx genomföra flygfrakt. I februari 2021 tecknades ett partnerskapsavtal inom fraktområdet mellan SmartLynx och DHL. Partnerskapet inkluderar två av SmartLynx Maltas A321-200 som används för att transportera gods på uppdrag av DHL.
I oktober 2021 meddelade SmartLynx att de skapar ett eget centrum för flygunderhåll, SmartLynx Technik.
I februari 2022 tecknade SmartLynx Airlines en överenskommelse med SMBC Aviation Capital att leasa sina första två Boeing 737 MAX 8. I mars 2022 tillkännagav SmartLynx att de skulle skaffa sina första Airbus A330-300 i fraktversion efter att ha tecknat ett avtal med Air Transport Services Group. I oktober 2022 meddelande SmartLynx att de utökar sin flotta med fyra Airbus A321F fraktflygplan, som anskaffades genom konvertering av passagerarflygplan i partnership med Aero Capital Solutions, med planer på att utöka till 20 A321F i slutet av 2023.

## Flygplanflotta

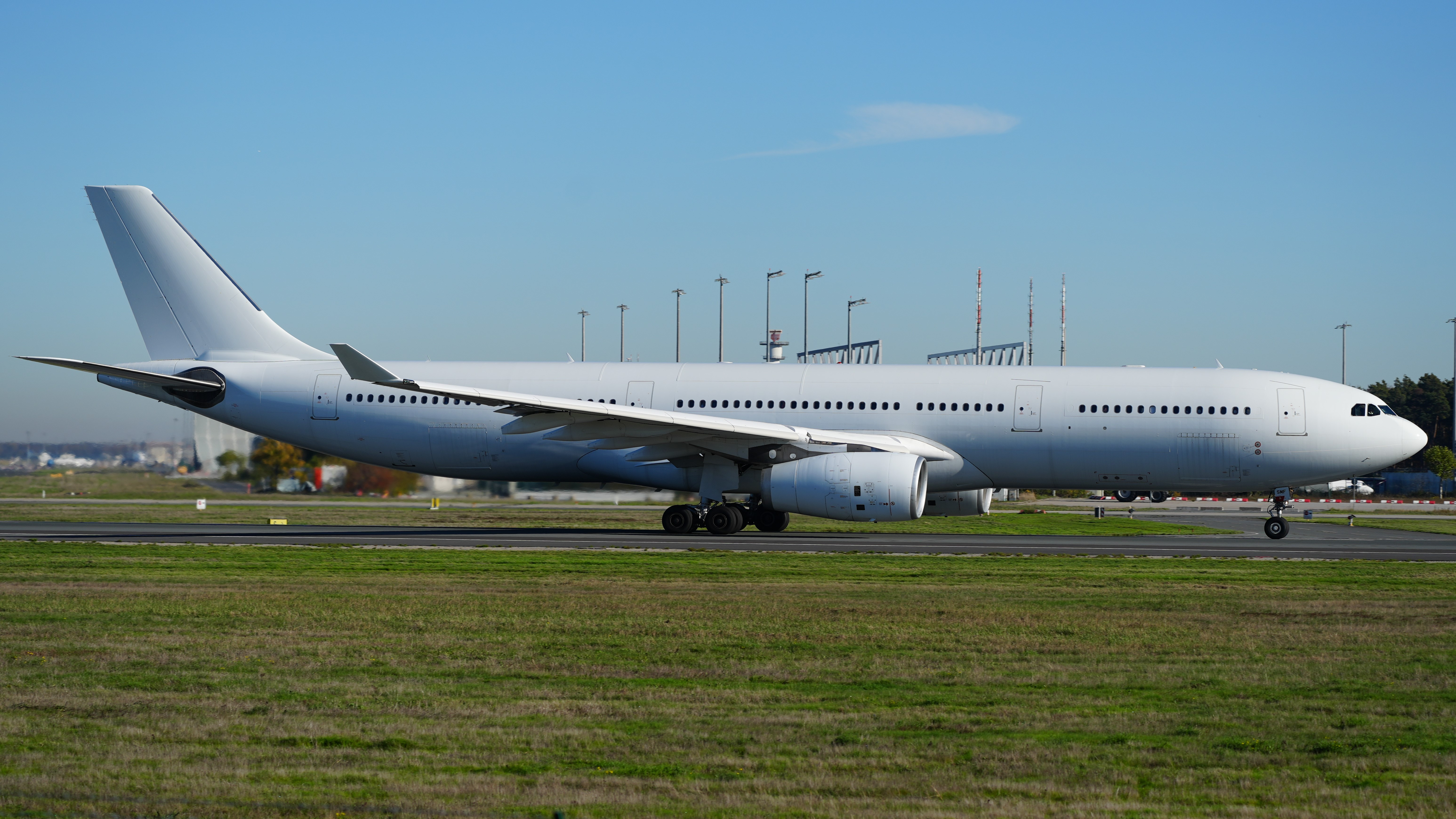
SmartLynx Airlines Airbus A330-300

I juni 2023 bestod SmartLynx Airlines flotta, inklusive alla dotterbolag, av följande flygplan:
| Flygplan           | Antal aktiva | Passagerarantal | Anmärkningar                                                                                       |
| ------------------ | ------------ | --------------- | -------------------------------------------------------------------------------------------------- |
| Airbus A320-200    | 29           | 180             | 12 inom SmartLynx Airlines Ltd. 10 inom SmartLynx Airlines Estonia 7 inom SmartLynx Airlines Malta |
| Airbus A321-200    | 8            | 220             | 10 inom SmartLynx Airlines Ltd. 2 inom SmartLynx Airlines Malta                                    |
| Airbus A321-200P2F | 9            | Frakt           | SmartLynx Airlines Malta                                                                           |
| Airbus A330-300    | 6            | 285-377         | SmartLynx Airlines Malta                                                                           |
| Boeing 737 MAX 8   | 8            | 189             | SmartLynx Airlines Malta                                                                           |
| Summa              | 60           |                 | |